# スタッド・デ・マルティール
スタッド・デ・マルティールまたはスタッド・デ・マルティール・デ・ラ・ペンテコテ（フランス語:Stade des Martyrs de la Pentecôte）はコンゴ民主共和国の首都、キンシャサにあるスタジアム。陸上トラックも併設されている。
日本ではマルティール競技場とも呼ばれる。

## 歴史
国名がザイールだった頃はスタッド・カマニョラ（Stade Kamanyola）と呼ばれるも、モブツ政権が倒れると今の名前に戻った。当時は同じキンシャサ市内にあるスタッド・タタ・ラファエル（1952年開場、50000人収容）がザイールの国立競技場だったが、植民地時代につくられたものであることから民族主義的なザイール化政策を掲げるモブツは友好国の中華人民共和国に建設支援を要請し、これに代わる形で1988年、新しい国立競技場として建設が始まった。